# Nigrolamia farinosa
Nigrolamia farinosa là một loài bọ cánh cứng trong họ Cerambycidae.